# Giogo di Bala
De Giogo di Bala is een 2129 meter hoge bergpas in de Noord-Italiaanse provincie Brescia. De pas vormt het hoogste punt van de deels geasfalteerde weg de over de bergkam die zich tussen de Croce Dominiipas en Manivapas ligt.
De route verbindt de drie grote Bresciaanse valleien Valle Camonica, Val Trompia en Valle Sabbia met elkaar en draagt hierdoor de naam "Strada Statale 345 delle Tre Valli". Van noord naar zuid wordt een aantal passen gepasseerd waaronder de: Passo di Lavena (2042 m), Goletto di Grapa (2115 m), Giogo di Bala (2129 m), Passo del Dosso dei Galli (2103 m), Passo di Dasdana (2070 m) en Goletto delle Crocette (2071 m).
Ten oosten van de pashoogte verheft zich de Dosso dei Galli waarop zich het verlaten NATO-complex bevindt. Dit complex maakte deel uit van het N.A.R.S. (North Atlantic Radio System) en valt op door de twee enorme communicatieschotels. (het 'ACE High Station Dosso dei Galli')
Agnello · Aprica · Assietta · Baremone · Brenner · Brocon · Cadibona · Capannelle · Campolongo · Costalunga · Croce Dominii · Cuvignone · Duran · Esischie · Falzarego · Fauniera · Fedaia · Finestre · Forcola di Livigno · Foscagno · Gardena · Gavia · Giau · Giogo di Bala · Grote Sint-Bernhard · Jaufen · Joux · Kleine Sint-Bernhard · Lavaze · Leonessa · Lombarda · Maddalena · Manghen · Maniva · Mendel · Montgenèvre · Mont-Cenis · Monte Cristo · Mortirolo · Nigra · Nivolet · Penser Joch · Platigliolepas · Pfitscherjoch · Plöcken · Pordoi · Pratoriscio · Predil · Presolana · Reschen · Rolle · Sampeyre · San Carlo · San Marco · San Pellegrino · San Zeno · Scale · Sella · Sestriere · Sommeiller · Splügen · Staller Sattel · Staulanza · Stelvio · Tenda · Timmelsjoch · Tonale · Tre Croci · Tremalzo · Umbrail · Val Bighera · Valcavera · Valles · Valparola · Via del Sale · Vivione · Würz